# Pyrellia natalensis
Pyrellia natalensis är en tvåvingeart som beskrevs av Paterson 1958. Pyrellia natalensis ingår i släktet Pyrellia och familjen husflugor. Inga underarter finns listade i Catalogue of Life.